# Methylocapsa gorgona
Espèce
Methylocapsa gorgona est une espèce de bactéries méthanotrophes de la famille des Beijerinckiaceae, capables de se nourrir exclusivement de gaz atmosphériques, en particulier de méthane, que ce soit à l'état de traces ou à forte concentration. Elle tire aussi profit de l'hydrogène, du monoxyde de carbone et de l'azote. C'est la première à avoir pu être cultivée en ne disposant que de traces de méthane atmosphérique pour son métabolisme. Elle est également capable d'assimiler du carbone à partir du CO2.

## Description
Methylocapsa gorgona est une bactérie coccoïde à Gram négatif, incapable de bouger, qui peut aussi avoir l'aspect de bâtonnets épais d'une longueur de 0,8-1,5 µm pour 0,6-0,8 µm de largeur. Elle peut être seule ou former des conglomérats avec de nombreuses structures ressemblant à des poils. Elle produit des microcolonies circulaires par division cellulaire normale sans former de rosettes. Les cellules contiennent un système de membranes de type III bien développé à l'intérieur du cytoplasme qui forme des piles de vésicules regroupées d'un seul côté de la membrane plasmique, une particularité de tous les Methylocapsa.
Methylocapsa gorgona se développe entre 7 et 37 °C, de préférence entre 15 et 27 °C, à un pH compris entre 6,5 et 7, supérieur à celui des autres espèces de Methylocapsa. Le diazote, le nitrate et les ions ammonium sont de bonnes sources d'azote tandis que l'histidine et la glycine inhibent sa croissance, tout comme les concentrations de NaCl supérieures à 0,5%. La souche étudiée a été prélevée dans une décharge du nord de la Norvège, mais Methylocapsa gorgona a été identifiée dans des sols du monde entier.

## Génome
Parmi toutes les bactéries cultivées métabolisant le méthane, c'est elle qui possède la plus grande affinité pour ce gaz. Son génome contient notamment une méthane monooxygénase (en) à base de cuivre pour l'oxydation du méthane en méthanol, une méthanol déshydrogénase (en) (mxaF) liée à une PQQ utilisant le calcium comme cofacteur catalytique pour oxyder le méthanol en formaldéhyde et une autre méthanol déshydrogénase dépendante des lanthanides de la famille xoxF. Il code également une voie complète pour l'oxydation du formaldéhyde médiée par la tétrahydrométhanoptérine (H4MPT) en formiate, une formiate déshydrogénase non réversible assurant l'oxydation du formiate en CO2 pour la génération de NADH, et une voie d'incorporation de C1 dans le cycle sérine par un transfert médié par le tétrahydrofolate (H4F).
Methylocapsa gorgona dispose d'ensembles de gènes complets pour les cycles de l'acide citrique et du glyoxylate ainsi que pour la voie du KDPG et celle des pentoses phosphates. Elle possède aussi une chaîne respiratoire complète avec cinq versions des oxydases respiratoires terminales, indiquant qu'elle a la capacité de croitre sous différentes concentrations en oxygène. Cependant, contrairement à d'autres Methylocapsa, elle ne possède pas le génome complet codant la voie du méthylmalonyl-CoA ou pour le cycle de Calvin responsable de la fixation du CO2. Elle dispose toutefois d'une possibilité de fixer le CO2  par la voie réductive de la glycine.
Pour la fixation de l'azote, elle possède l'opéron nifHDKENX complet pour la production d'une nitrogénase. Pour l'hydrogène, M. gorgona contient des gènes qui codent une hydrogénase [NiFe] respiratoire de haute affinité (hhyL et hhyS)  insensible à l'oxygène et, pour le monoxyde de carbone, une CO déshydrogénase [MoCu] de classe I.